# معنى (شعر)
المعنى بالتشديد عند أهل لبنان ومن جاورهم نوع من منظوماتهم وأكثر اعتمادهم فيه على القافية فلا يسألون فيه عن صحة اللغة أو وزن الشعر. 